# Liste des acquisitions de Google

Le nouveau logo de Google en 2015

Google a racheté des sociétés qui lui ont permis d'améliorer son moteur de recherche sur internet et de conserver son avance technique et marketing. Chaque acquisition concerne la société dans son ensemble (si ce n'est pas le cas, cela est spécifié). Les dates listées sont celles de l'accord entre Google et les sociétés qui ont fait l'objet de l'acquisition. La valeur de chaque acquisition est listée en dollar américain car le siège de Google est aux États-Unis. Si la valeur n'est pas mentionnée, c'est qu'elle est restée confidentielle. Lorsqu'un service Google résulte de cette acquisition, cela est spécifié.
Google a acquis plus de 100 sociétés, avec comme plus grosse acquisition, celle de Motorola Mobility, un fabricant de téléphones, pour un montant de 12,5 milliards de dollars américains. Sa troisième plus grosse acquisition, après Nest (acquisition plus récente), est DoubleClick, une régie publicitaire en ligne, pour un montant de 3,1 milliards de dollars américains. L'organisme antitrust américain a pris près d'un an pour donner son accord, eu égard à la taille de l'acquisition. La majeure partie des sociétés acquises par Google sont aux États-Unis et pour la plupart sont autour de la baie de San Francisco.
En 2015, certaines activités de Google sont séparées dans une nouvelle entité : Alphabet.

## Acquisitions
| Numéro | Date d'acquisition | Société                                   | Activité | Pays | Prix (USD)                 | Utilisé comme / Intégré à                                                     | Ref(s). |
| ------ | ------------------ | ----------------------------------------- | --- | ---- | -------------------------- | ----------------------------------------------------------------------------- | ------- |
| 1      | 12 fév. 2001       | Deja                                      | Usenet | USA  |                            | Google Groups                                                                 | [ 1 ]   |
| 2      | 20 sept. 2001      | Outride                                   | Moteur de recherche | USA  |                            | Google Personalized Search (iGoogle)                                          | [ 2 ]   |
| 3      | fév. 2003          | Pyra Labs                                 | Blogging | USA  |                            | Blogger                                                                       | [ 3 ]   |
| 4      | avr. 2003          | Neotonic Software (en)                    | Gestion de la relation client | USA  |                            | Google Groups, Gmail                                                          | [ 4 ]   |
| 5      | avr. 2003          | Applied Semantics                         | Publicité en ligne | USA  | 102 000 000 $              | AdSense, AdWords                                                              | [ 5 ]   |
| 6      | 30 sept. 2003      | Kaltix (en)                               | Moteur de recherche | USA  |                            | iGoogle                                                                       | [ 6 ]   |
| 7      | oct. 2003          | Sprinks                                   | Publicité en ligne | USA  |                            | AdSense, AdWords                                                              | [ 7 ]   |
| 8      | oct. 2003          | Genius Labs (en)                          | Blogging | USA  |                            | Blogger                                                                       | [ 8 ]   |
| 9      | 10 mai 2004        | Ignite Logic                              | Éditeur HTML | USA  |                            | Google Sites                                                                  | [ 9 ]   |
| 10     | 13 juill. 2004     | Picasa                                    | Hébergement d'images | USA  |                            | Picasa, Blogger                                                               | [ 10 ]  |
| 11     | sept. 2004         | ZipDash                                   | Analyse de trafic | USA  |                            | Google Maps for Mobile                                                        |         |
| 12     | oct. 2004          | Where2                                    | Analyse cartographique | AUS  |                            | Google Maps                                                                   | [ 11 ]  |
| 13     | 27 oct. 2004       | Keyhole, Inc                              | Analyse cartographique | USA  |                            | Google Maps, Google Earth                                                     | [ 12 ]  |
| 14     | 28 mars 2005       | Urchin Software Corporation               | Mesure d'audience | USA  |                            | Google Analytics                                                              | [ 13 ]  |
| 15     | 12 mai 2005        | Dodgeball (en)                            | Réseautage social | USA  |                            | Google Latitude                                                               | [ 14 ]  |
| 16     | juill. 2005        | Reqwireless                               | Navigation mobile | CAN  |                            | Google Mobile                                                                 | [ 15 ]  |
| 17     | 7 juill. 2005      | Current Communications Group              | Haut débit | USA  | 100 000 000 $              | Dorsale Internet                                                              | [ 16 ]  |
| 18     | 17 août 2005       | Android                                   | Applications mobiles | USA  |                            | Android                                                                       | [ 17 ]  |
| 19     | nov. 2005          | Skia                                      | Logiciels graphiques | USA  |                            | Android, Google Chrome                                                        | [ 18 ]  |
| 20     | 17 nov. 2005       | Akwan Information Technologies (en)       | Moteur de recherche | BRA  |                            | Internet backbone                                                             | [ 19 ]  |
| 21     | 20 déc. 2005       | AOL                                       | Haut débit | USA  | 1 000 000 000 $            |                                                                               | [ 20 ]  |
| 22     | 27 déc. 2005       | Phatbits                                  | Widgets | USA  |                            | Google Desktop                                                                | [ 21 ]  |
| 23     | 31 déc. 2005       | allPAY GmbH                               | Applications mobiles | GER  |                            | Google Mobile                                                                 | [ 22 ]  |
| 24     | 31 déc. 2005       | bruNET GmbH                               | Applications mobiles | GER  |                            | Google Mobile                                                                 | [ 22 ]  |
| 25     | 17 janv. 2006      | dMarc Broadcasting                        | Publicité | USA  | 102 000 000 $              | AdSense                                                                       | [ 23 ]  |
| 26     | 14 fév. 2006       | Measure Map                               | Blogging | USA  |                            | Google Analytics                                                              | [ 24 ]  |
| 27     | 9 mars 2006        | Upstartle                                 | Traitement de texte | USA  |                            | Google Documents                                                              | [ 25 ]  |
| 28     | 14 mars 2006       | @Last Software                            | Modélisation 3D | USA  |                            | Google Sketchup                                                               | [ 26 ]  |
| 29     | 9 avr. 2006        | Orion                                     | Moteur de recherche | AUS  |                            | Google Search                                                                 | [ 27 ]  |
| 30     | 1er juin 2006      | 2Web Technologies                         | Tableur web | USA  |                            | Google Spreadsheet                                                            | ,       |
| 31     | 15 août 2006       | Neven Vision Germany GmbH                 | Vision par ordinateur | GER  |                            | Picasa & Google Goggles                                                       | [ 30 ]  |
| 32     | 9 oct. 2006        | YouTube                                   | Hébergement de vidéo | USA  | 1 650 000 000 $            | YouTube                                                                       | ,       |
| 33     | 31 oct. 2006       | JotSpot                                   | Applications Web | USA  |                            | Google Sites                                                                  | [ 33 ]  |
| 34     | 18 déc. 2006       | Endoxon                                   | Cartographie | CHE  | 28 000 000 $               | Google Maps                                                                   | [ 34 ]  |
| 35     | 4 janv. 2007       | Xunlei                                    | Partage de fichiers | CHN  | 5 000 000 $                |                                                                               | [ 35 ]  |
| 36     | 16 fév. 2007       | Adscape (en)                              | Publicité dans le jeu vidéo | USA  | 23 000 000 $               | AdSense                                                                       | [ 36 ]  |
| 37     | 16 mars 2007       | Trendalyzer                               | Logiciels de statistiques | SWE  |                            | Google Analytics                                                              | [ 37 ]  |
| 38     | 17 avr. 2007       | Tonic Systems                             | Logiciels de présentation | USA  |                            | Google Docs                                                                   | [ 38 ]  |
| 39     | 19 avr. 2007       | Marratech                                 | Visioconférence | SWE  | 15 000 000 $               | Google Talk                                                                   | [ 39 ]  |
| 40     | 13 avr. 2007       | DoubleClick                               | Publicité en ligne | USA  | 3 100 000 000 $            | AdSense                                                                       | ,       |
| 41     | 11 mai 2007        | GreenBorder                               | Sécurité informatique | USA  |                            | Google Chrome                                                                 | [ 43 ]  |
| 42     | 1er juin 2007      | Panoramio                                 | Partage de photographies | ESP  |                            | Panoramio                                                                     | [ 44 ]  |
| 43     | 3 juin 2007        | FeedBurner                                | gestion de flux RSS | USA  | 100 000 000 $              | FeedBurner                                                                    | [ 45 ]  |
| 44     | 5 juin 2007        | PeakStream                                | Parallel processing | USA  |                            | Server (computing)                                                            | [ 46 ]  |
| 45     | 19 juin 2007       | Zenter                                    | programme de présentation | USA  |                            | Google Docs                                                                   | [ 47 ]  |
| 46     | 2 juill. 2007      | GrandCentral                              | VoIP | USA  | 45 000 000 $               | Google Voice                                                                  | ,       |
| 47     | 20 juill. 2007     | Image America                             | Photographie aérienne | USA  |                            | Google Maps                                                                   | [ 50 ]  |
| 48     | 9 juill. 2007      | Postini                                   | sécurisation des communications | USA  | 625 000 000 $              | Gmail                                                                         | [ 51 ]  |
| 49     | 27 sept. 2007      | Zingku                                    | réseau social | USA  |                            | Google Mobile                                                                 | [ 52 ]  |
| 50     | 9 oct. 2007        | Jaiku                                     | Micro-blogging | FIN  |                            | Google Mobile                                                                 | [ 53 ]  |
| 51     | 30 juill. 2008     | Omnisio                                   | hébergement vidéo | USA  | 15 000 000 $               | YouTube                                                                       | [ 54 ]  |
| 52     | 12 sept. 2008      | TNC (Tatter and Company)                  | Hébergeur de blogs | KOR  |                            | Blogger                                                                       | [ 55 ]  |
| 53     | 5 août 2009        | On2                                       | Compression de vidéo | USA  | 106 600 000 $              | WebM & YouTube                                                                | [ 56 ]  |
| 54     | 16 sept. 2009      | reCAPTCHA                                 | Sécurité | USA  |                            |                                                                               | [ 57 ]  |
| 55     | 9 nov. 2009        | AdMob                                     | publicité en téléphonie mobile | USA  | 750 000 000 $              |                                                                               | [ 58 ]  |
| 56     | 9 nov. 2009        | Gizmo5                                    | VoIP | USA  | 30 000 000 $               | Google Voice                                                                  | [ 59 ]  |
| 57     | 23 nov. 2009       | Teracent                                  | publicité en ligne | USA  |                            | Adsense                                                                       | [ 60 ]  |
| 58     | 4 déc. 2009        | AppJet (EtherPad)                         | logiciel de groupe de travail en temps réel | USA  |                            | Google Wave, Google Docs                                                      | [ 61 ]  |
| 59     | 12 fév. 2010       | Aardvark                                  | Moteur de recherche collaboratif | USA  | 50 000 000 $               | Aardvark                                                                      | [ 62 ]  |
| 60     | 17 fév. 2010       | reMail                                    | Moteur de recherche d'email | USA  |                            | Gmail                                                                         | [ 63 ]  |
| 61     | 1er mars 2010      | Picnik                                    | éditeur de photo en ligne | USA  | 5 000 000 $                | Picasa                                                                        | ,       |
| 62     | 5 mars 2010        | DocVerse                                  | partage de fichier Microsoft Office | USA  | 25 000 000 $               | Google Docs                                                                   | [ 66 ]  |
| 63     | 2 avr. 2010        | Episodic                                  | hébergeur de vidéo platform start-up | USA  |                            | YouTube                                                                       | [ 67 ]  |
| 64     | 12 avr. 2010       | PlinkArt                                  | Visual Search Engine Mobile start-up | UK   |                            | Google Goggles                                                                | [ 68 ]  |
| 65     | 20 avr. 2010       | Agnilux                                   | Server technology start-up | USA  |                            |                                                                               | [ 69 ]  |
| 66     | 27 avr. 2010       | LabPixies                                 | Gadgets | ISR  |                            |                                                                               | [ 70 ]  |
| 67     | 30 avr. 2010       | Bump Technologies                         | environnement bureau | CAN  | 30 000 000 $               | Android                                                                       | [ 71 ]  |
| 68     | 20 mai 2010        | Simplify Media                            | Music syncing | UK   |                            | Android                                                                       | [ 72 ]  |
| 69     | 21 mai 2010        | Ruba.com                                  | Travel | USA  |                            | Google                                                                        | [ 73 ]  |
| 70     | 3 juin 2010        | Invite Media                              | Advertising | USA  | 81 000 000 $               | DoubleClick                                                                   | [ 74 ]  |
| 71     | 1er juill. 2010    | ITA Software                              | Travel technology | USA  | 700 000 000 $              |                                                                               | [ 75 ]  |
| 72     | 16 juill. 2010     | Metaweb                                   | Semantic Search | USA  |                            | Google Refine, Freebase                                                       | [ 76 ]  |
| 73     | 1er août 2010      | Zetawire                                  | Mobile payment, NFC | CAN  |                            | Android                                                                       | [ 77 ]  |
| 74     | 4 août 2010        | Instantiations                            | Java/Eclipse/AJAX Developer Tools | USA  |                            | Google Web Toolkit                                                            | ,       |
| 75     | 5 août 2010        | Slide.com                                 | Social gaming | USA  | 182 000 000 $              |                                                                               | [ 80 ]  |
| 76     | 10 août 2010       | Jambool                                   | Social Gold payment | USA  | 70 000 000 $               |                                                                               | [ 81 ]  |
| 77     | 15 août 2010       | Like.com                                  | Visual Search Engine | USA  | 100 000 000 $              | boutiques.com                                                                 | ,       |
| 78     | 30 août 2010       | Angstro                                   | Social networking service | USA  |                            |                                                                               | [ 84 ]  |
| 79     | 30 août 2010       | SocialDeck, Inc.                          | Social gaming | CAN  |                            |                                                                               | [ 85 ]  |
| 80     | 13 sept. 2010      | Quiksee                                   | Online video | ISR  | 10 000 000 $               | Google Maps                                                                   | [ 86 ]  |
| 81     | 28 sept. 2010      | Plannr                                    | Schedule Management | USA  |                            |                                                                               | [ 87 ]  |
| 82     | 1er oct. 2010      | BlindType                                 | Touch Typing | GRE  |                            | Android                                                                       | ,       |
| 83     | 3 déc. 2010        | Phonetic Arts                             | Speech synthesis | UK   |                            | Google Voice                                                                  | [ 90 ]  |
| 84     | 3 déc. 2010        | Widevine Tecnologies                      | DRM | USA  |                            | Google TV                                                                     | [ 91 ]  |
| 85     | 13 janv. 2011      | eBook Technologies                        | eBook | USA  |                            | Google Books                                                                  | [ 92 ]  |
| 86     | 25 janv. 2011      | SayNow                                    | Voice Recognition | USA  |                            | Google Voice                                                                  | [ 93 ]  |
| 87     | 26 janv. 2011      | fflick                                    | Social network service | USA  | 10 000 000 $               | YouTube                                                                       | ,       |
| 88     | 1er mars 2011      | Zynamics                                  | Security | GER  |                            |                                                                               | [ 96 ]  |
| 89     | 7 mars 2011        | BeatThatQuote.com                         | Price comparison service | UK   | 37 700 000 £               |                                                                               | [ 97 ]  |
| 90     | 7 mars 2011        | Next New Networks                         | Online video | USA  |                            | YouTube                                                                       | [ 98 ]  |
| 91     | 16 mars 2011       | Green Parrot Pictures                     | Digital video | IRL  |                            | YouTube                                                                       | [ 99 ]  |
| 92     | 8 avr. 2011        | PushLife                                  | Service provider | CAN  | 25 000 000 $               |                                                                               | [ 100 ] |
| 93     | 26 avr. 2011       | TalkBin                                   | Mobile software | USA  |                            | Android                                                                       | [ 101 ] |
| 94     | 23 mai 2011        | Sparkbuy                                  | Price comparison service | USA  |                            | Google Product Search                                                         | [ 102 ] |
| 95     | 3 juin 2011        | PostRank                                  | Social media analytics service | CAN  |                            |                                                                               | [ 103 ] |
| 96     | 9 juin 2011        | Admeld                                    | Online advertising | USA  | 400 000 000 $              | AdSense, AdWords                                                              | [ 104 ] |
| 97     | 18 juin 2011       | SageTV                                    | Media Center | USA  |                            | Google TV                                                                     | [ 105 ] |
| 98     | 8 juill. 2011      | Punchd                                    | Loyalty program | USA  |                            | Google Wallet                                                                 | ,       |
| 99     | 21 juill. 2011     | Fridge                                    | Social groups | USA  |                            | Google+                                                                       | [ 108 ] |
| 100    | 23 juill. 2011     | PittPatt (Pittsburgh Pattern Recognition) | système de reconnaissance facial | USA  |                            |                                                                               | [ 109 ] |
| 101    | 1er août 2011      | Dealmap                                   | site de géolocalisation de bonnes affaires | USA  |                            | Google Offers                                                                 | [ 110 ] |
| 102    | 16 août 2011       | Motorola Mobility                         | Brevets sur les téléphones mobiles | USA  | 12 500 000 000 $           | Android, Google TV                                                            | [ 111 ] |
| 103    | 5 sept. 2011       | Zave networks                             | Coupons de réduction numériques | USA  |                            | Google Offers                                                                 | [ 112 ] |
| 104    | 9 sept. 2011       | Zagat                                     | Avis des clients sur le commerce local | USA  | 151 000 000 $              | Google Places                                                                 | [ 113 ] |
| 105    | 19 sept. 2011      | DailyDeal                                 | Ventes groupées - Clone allemand de Groupon | GER  | 114 000 000 $              | Google Offers                                                                 | [ 114 ] |
| 106    | 12 oct. 2011       | SocialGrapple                             | Spécialiste dans l'analyse des comptes Twitter | USA  |                            | Google+                                                                       | [ 115 ] |
| 107    | 10 nov. 2011       | Apture                                    | | USA  |                            | Google Chrome                                                                 | [ 116 ] |
| 108    | 10 nov. 2011       | Katango                                   | Google rachète Katango, spécialiste des interactions communautaires                                                                                              | USA  |                            | Google+                                                                       | [ 117 ] |
| 109    | 9 déc. 2011        | RightsFlow                                | | USA  |                            | YouTube                                                                       | [ 118 ] |
| 110    | 13 déc. 2011       | Clever Sense                              | Recommandations vocales personnalisées de lieux | USA  |                            | Android                                                                       | [ 119 ] |
| 111    | 2 avr. 2012        | TxVia                                     | Paiement en ligne | USA  |                            | Google Wallet                                                                 | [ 120 ] |
| 112    | 24 mai 2012        | Mike and Maaike                           | Design industriel | USA  |                            | Motorola Mobility                                                             | [ 121 ] |
| 113    | 3 juin 2012        | Meebo                                     | Outils de messagerie instantanée | USA  | 100 000 000 $              | Google Plus                                                                   |         |
| 114    | 5 juin 2012        | Quickoffice                               | Suite bureautique | USA  |                            | Google Documents (?)                                                          | [ 122 ] |
| 115    | 20 juill. 2012     | Sparrow                                   | Applications mobiles | FRA  |                            | Google Mail                                                                   | [ 123 ] |
| 116    | 31 juill. 2012     | Wildfire                                  | Social marketing: De la publicité sur les réseaux sociaux | USA  | probablement 250 000 000 $ | En renforcement de DoubleClick                                                | [ 124 ] |
| 117    | 10 août 2012       | Frommer's                                 | Collection de guides de voyage et de destinations touristiques                                                                                                   | USA  | 25 000 000 $               | Améliorer Google+ Local et Google Maps                                        | [ 125 ] |
| 118    | 7 sept. 2012       | VirusTotal                                | Scan de fichier et de documents en ligne pour détecter les malwares                                                                                              | USA  |                            | Devrait rester indépendant ainsi qu'améliorer la sécurité des services Google | [ 126 ] |
| 119    | 10 août 2012       | Nik Software                              | Applications photographiques (rachetée plus particulièrement pour Snapseed, concurrent d'Instagram)                                                              | GER  |                            |                                                                               | [ 127 ] |
| 120    | 4 oct. 2012        | Viewdle                                   | Reconnaissance faciale et des mouvements, réalité augmentée | UKR  |                            | Project Glass                                                                 |         |
| 121    | 28 nov. 2012       | Incentive Marketing                       | Coupons, achats groupés, promotions personnalisées | USA  |                            | Google Wallet                                                                 | [ 128 ] |
| 122    | 30 nov. 2012       | Bufferbox                                 | Coffre | CAN  |                            | Google Shopping                                                               | [ 129 ] |
| 123    | 6 fév. 2013        | Channel Intelligence                      | Outils et services marketings à destination des marchands | USA  | 125 000 000 €              | Google Shopping                                                               | [ 130 ] |
| 124    | 12 mars 2013       | Dnnresearch                               | Startup spécialisée dans les réseaux neuronaux | CAN  |                            | Améliorer la technologie de recherche                                         | [ 131 ] |
| 125    | 15 mars 2013       | Talaria                                   | Serveur d'application web dynamique et optimisé | USA  |                            | Google Cloud                                                                  | [ 132 ] |
| 126    | 23 avr. 2013       | Wavii                                     | Compréhension du langage naturel | USA  | Plus de 30 000 000 $       | Knowledge Graph                                                               | [ 133 ] |
| 127    | 22 mai 2013        | Makani power                              | Énergie renouvelable | USA  |                            | Google X Lab                                                                  | [ 134 ] |
| 128    | 10 juin 2013       | Waze                                      | Navigation GPS, Avertisseur de radar | ISR  | 966 000 000 $              | Google Maps                                                                   | [ 136 ] |
| 129    | 30 août 2013       | WIMM Labs                                 | Smartwatch (hardware et software) | USA  |                            | Android                                                                       | [ 137 ] |
| 130    | 16 sept. 2013      | Bump Technologies                         | Partage d'informations entre smartphones | USA  | 20 000 000 $               | Android                                                                       | [ 138 ] |
| 131    | 2 oct. 2013        | Flutter                                   | Reconnaissance de mouvements | USA  | 40 000 000 $               | ?                                                                             | [ 139 ] |
| 132    | 22 oct. 2013       | FlexyCore                                 | Optimisation d'Android | FRA  | 16 900 000 $               | Android                                                                       | [ 140 ] |
| 133    | 2 déc. 2013        | Schaft.inc                                | Robot humanoïde | JPN  |                            | Google X Lab                                                                  | [ 141 ] |
| 134    | 3 déc. 2013        | Industrial Perception                     | Robot | USA  |                            | Google X Lab                                                                  | [ 141 ] |
| 135    | 4 déc. 2013        | Redwood Robotics                          | Robot | USA  |                            | Google X Lab                                                                  | [ 141 ] |
| 136    | 5 déc. 2013        | Meka Robotics                             | Robot | USA  |                            | Google X Lab                                                                  | [ 141 ] |
| 137    | 6 déc. 2013        | Holomni                                   | Robot | USA  |                            | Google X Lab                                                                  | [ 141 ] |
| 138    | 7 déc. 2013        | Bot & Dolly                               | Robot | USA  |                            | Google X Lab                                                                  | [ 141 ] |
| 139    | 8 déc. 2013        | Autofuss                                  | Robot | USA  |                            | Google X Lab                                                                  | [ 141 ] |
| 140    | 13 déc. 2013       | Boston Dynamics                           | Robotique | USA  |                            |                                                                               | [ 142 ] |
| 141    | 4 janv. 2014       | Bitspin                                   | Application réveil | CHE  |                            | Android                                                                       | [ 143 ] |
| 142    | 13 janv. 2014      | Nest Labs                                 | Domotique | USA  | 3 200 000 000 $            |                                                                               | [ 144 ] |
| 143    | 27 janv. 2014      | DeepMind Technologies                     | Intelligence artificielle | UK   | 400 000 000 $              |                                                                               | [ 145 ] |
| 144    | 17 fév. 2014       | SlickLogin (en)                           | Double-authentification sonore | ISR  |                            |                                                                               | [ 146 ] |
| 145    | 21 fév. 2014       | spider.io                                 | Combat la fraude à la pub | USA  |                            | DoubleClick                                                                   | [ 147 ] |
| 146    | 11 mars 2014       | GreenThrottle                             | Jeux | USA  |                            | Android                                                                       | [ 148 ] |
| 147    | 14 avr. 2014       | Titan Aerospace                           | drones orbitaux et d'avions solaires à très haute altitude | USA  |                            | Projet Loon                                                                   | [ 149 ] |
| 148    | 2 mai 2014         | Rangespan                                 | Big data | UK   |                            | Google shopping                                                               | [ 150 ] |
| 149    | 6 mai 2014         | Adometry                                  | Solution de tracking | USA  |                            | Google analytics                                                              | [ 151 ] |
| 150    | 7 mai 2014         | Appetas                                   | Création de site web pour les restaurants | USA  |                            | Google analytics                                                              | [ 152 ] |
| 151    | 7 mai 2014         | Stackdriver                               | Cloud | USA  |                            | Google cloud                                                                  | [ 153 ] |
| 152    | 7 mai 2014         | MyEnergy                                  | système en ligne de contrôle d'utilisation | USA  | —                          | Nest Labs                                                                     | [ 154 ] |
| 153    | 16 mai 2014        | Quest visual                              | application mobile de traduction | USA  |                            | Google translate                                                              |         |
| 154    | 20 mai 2014        | Divide                                    | gestion de smartphones Android en entreprises. | USA  |                            | Android                                                                       | [ 155 ] |
| 155    | 10 juin 2014       | Skybox Imaging                            | imagerie par satellites | USA  | 500 000 000 $              | Projet Loon                                                                   | [ 156 ] |
| 156    | 19 juin 2014       | mDialog                                   | Publicité en ligne | USA  |                            | DoubleClick                                                                   | [ 157 ] |
| 157    | 19 juin 2014       | Alpental                                  | Wi-Fi | USA  |                            | Google fiber                                                                  | [ 158 ] |
| 158    | 21 juin 2014       | Dropcam                                   | leader US des caméras connectées | USA  | 555 000 000 $              | Nest Labs                                                                     | [ 159 ] |
| 159    | 25 juin 2014       | Appurify                                  | Service de tests automatiques | USA  |                            | Google cloud                                                                  | [ 160 ] |
| 160    | 1er juill. 2014    | Songza                                    | Streaming de musique | USA  |                            | Google Play                                                                   | [ 161 ] |
| 161    | 24 juill. 2014     | drawElements                              | analyse des performances graphiques sur mobile. | FIN  |                            | Android                                                                       | [ 162 ] |
| 162    | 6 août 2014        | Emu                                       | Messagerie | USA  |                            | Hangouts, Google Now                                                          | [ 163 ] |
| 163    | 6 août 2014        | DirectR                                   | Réalisation de films marketings | USA  |                            | YouTube                                                                       | [ 164 ] |
| 164    | 17 août 2014       | Jetpack                                   | Reconnaissance d'image | USA  |                            | Google Goggles                                                                | [ 165 ] |
| 165    | 23 août 2014       | Gecko design                              | Design | USA  |                            | Google X Lab                                                                  | [ 166 ] |
| 166    | 26 août 2014       | Zync render                               | effets spéciaux pour le cinéma par le cloud | USA  |                            | Google Cloud Platform                                                         |         |
| 167    | 12 sept. 2014      | Polar                                     | sondage en ligne | USA  |                            | Google+                                                                       |         |
| 168    | 12 sept. 2014      | Lifts Labs                                | fabrication d'une cuillère réduisant les tremblements pour les personnes atteintes de la maladie de Parkinson                                                    | USA  |                            | Google X Lab                                                                  | [ 167 ] |
| 169    | 21 oct. 2014       | Fire Base                                 | Synchronisation des données en temps réelle | USA  |                            | Google Cloud Platform                                                         |         |
| 170    | 23 oct. 2014       | Dark Blue Labs                            | Intelligence artificielle | UK   |                            | Google X Lab                                                                  | [ 168 ] |
| 171    | 23 oct. 2014       | Vision Factory                            | Intelligence artificielle | UK   |                            | Google X Lab                                                                  | [ 168 ] |
| 172    | 27 oct. 2014       | Revolv                                    | Domotique | USA  |                            | Nest                                                                          | [ 169 ] |
| 173    | 19 nov. 2014       | RelativeWave                              | Outils pour le développement d'application | USA  |                            | Android                                                                       |         |
| 174    | 17 déc. 2014       | Vidmaker                                  | Édition de vidéo | USA  |                            | YouTube                                                                       | [ 170 ] |
| 175    | 6 fév. 2015        | Launchpad Toys                            | Application pour enfant | USA  |                            | YouTube                                                                       |         |
| 176    | 8 fév. 2015        | Odysee                                    | Partage et stockage de photo | USA  |                            | Google +                                                                      | [ 171 ] |
| 177    | 23 fév. 2015       | Softcard                                  | Paiement mobile | USA  |                            | Google Wallet                                                                 | [ 172 ] |
| 178    | 24 fév. 2015       | Toro                                      | Publicité | USA  |                            | Android                                                                       | [ 173 ] |
| 179    | 16 avr. 2015       | Thrive audio                              | Système audio | IRE  |                            | Google Cardboard                                                              | [ 174 ] |
| 180    | 16 avr. 2015       | Tilt Brush                                | Peinture 3D | USA  |                            | Google Cardboard                                                              | [ 174 ] |
| 181    | 4 mai 2015         | Timeful                                   | Mobile software | USA  |                            | Google Inbox, Google Calendar                                                 | [ 175 ] |
| 182    | 28 mai 2015        | Pulse.io                                  | Optimisation des apps mobiles | USA  |                            | Android                                                                       | [ 176 ] |
| 183    | 21 juill. 2015     | Pixate                                    | Prototypage d'application | USA  |                            | Material Design                                                               | [ 177 ] |
| 184    | 6 juill. 2016      | Moodstocks                                | Intelligence artificielle | FRA  |                            | Google X Lab                                                                  | [ 178 ] |
| 185    | 8 juill. 2016      | Anvato                                    | Services vidéo sur cloud | USA  |                            | Google Cloud Platform                                                         | [ 179 ] |
| 186    | 12 juill. 2016     | Kifi                                      | Partage de liens | USA  |                            | Spaces (application disparue depuis le 17/03/2017)                            |         |
| 187    | 27 juill. 2016     | Launchkit                                 | Outils de développement d'application mobiles | USA  |                            | Android                                                                       |         |
| 188    | 8 août 2016        | Orbitera                                  | Cloud computing | USA  | 100 000 000 $              | Google Cloud Platform                                                         |         |
| 189    | 8 sept. 2016       | Apigee                                    | Cloud computing | USA  | 625 000 000 $              | Google Cloud Platform                                                         | [ 180 ] |
| 190    | 15 sept. 2016      | Urban Engines                             | Analyse de données cartographiques | USA  |                            | Google Maps                                                                   |         |
| 191    | 20 sept. 2016      | API.AI                                    | Intelligence artificielle | USA  |                            |                                                                               | [ 181 ] |
| 192    | 11 oct. 2016       | FameBit                                   | Contenu de marque | USA  |                            | YouTube                                                                       | [ 182 ] |
| 193    | 24 oct. 2016       | Eyefluence                                | Eye tracking, réalité virtuelle | USA  |                            |                                                                               |         |
| 194    | 13 déc. 2016       | Cronologics                               | Montres connectées | USA  |                            | Android Wear                                                                  | [ 183 ] |
| 195    | 5 janv. 2017       | Limes Audio                               | Optimisation sonore | SWE  |                            | Google Duo, Google Hangouts                                                   |         |
| 196    | 19 janv. 2017      | Fabric                                    | Plateforme de développement d'applications mobiles | USA  |                            | Firebase, Google Developer Product Group                                      | [ 184 ] |
| 197    | 8 mars 2017        | Kaggle                                    | Science des données | USA  |                            | Google Cloud Platform                                                         |         |
| 198    | 17 août 2017       | AIMatter                                  | Traitement d'images, applications mobiles d'effets spéciaux (Fabby)                                                                                              | BLR  |                            | Android                                                                       | [ 185 ] |
| 199    | 21 sept. 2017      | HTC - Pixel Phone Division                | responsable de la production du smartphone Pixel. | TWN  | 1 100 000 000 $            | Google Pixel                                                                  | [ 186 ] |
| 200    | 9 oct. 2017        | Relay Media                               | plate-forme accélérée de Pages mobiles pour la distribution, la monétisation, l'analyse et les idées.                                                            | USA  |                            |                                                                               | [ 187 ] |
| 201    | 11 oct. 2017       | 60 dB                                     | organise et diffuse les meilleures histoires audio d'aujourd'hui, y compris les nouvelles, les sports, les divertissements, les entreprises et les technologies. | USA  |                            | Google Play Music                                                             | [ 188 ] |
| 202    | 15 fév. 2018       | Xively                                    | plate-forme consacrée à la simplification de l'interconnexion des appareils et des données avec des applications sur l'Internet des objets.                      | USA  | 50 000,000 $               |                                                                               | [ 189 ] |
| 203    | 27 mars 2018       | Tenor                                     | Moteur de recherche de GIF animés. | USA  |                            |                                                                               | [ 190 ] |
| 204    | 09 mai 2018        | Velostrata                                | Migration de cloud | ISR  |                            | Google Cloud Platform                                                         |         |
| 205    | 14 mai 2018        | Cask Data                                 | Développement et exécution de services d'analyse de big data | USA  |                            | Google Cloud Platform                                                         |         |
| 206    | 06 aout 2018       | GraphicsFuzz                              | Amélioration GPU | GBR  |                            | Android                                                                       | [ 191 ] |
| 207    | 2 oct. 2018        | Onward                                    | Plateforme de développement de chatbots basés sur l'IA | USA  |                            |                                                                               |         |
| 208    | 30 nov. 2018       | Workbench                                 | Cours en ligne | USA  |                            | Google Classroom                                                              | [ 192 ] |
| 209    | 10 déc. 2018       | Sigmoid Labs                              | Application de transports en commun (réservations + horaires) | IND  | 40 000 000 $               |                                                                               |         |
| 210    | 9 janv. 2019       | Superpod                                  | Logiciel de questions-réponses | USA  | 60 000 000 $               | Google Assistant                                                              |         |
| 211    | 20 fév. 2019       | Alooma                                    | Migration de base de données vers son cloud | ISR  |                            | Google Cloud Platform                                                         | [ 193 ] |
| 212    | 31 mars 2019       | Nightcorn                                 | Partage de vidéo | GER  |                            | YouTube                                                                       | [ 194 ] |
| 213    | 7 juin 2019        | Looker                                    | Multicloud | USA  | 2 600 000 000 $            | Google Cloud Platform                                                         |         |
| 214    | 17 janv. 2019      | Fossil                                    | Montre connectée |      | 40 000 000 $               | Wear OS                                                                       |         |